# Naomie Katoka
Naomie Katoka Kasumpata, née le 10 août 1999, est une taekwondoïste congolaise (RDC).

## Carrière
Naomi Katoka est médaillée d'or dans la catégorie des moins de 63 kg aux Jeux africains de la jeunesse de 2014 à Gaborone. Elle remporte la médaille de bronze dans la catégorie des moins de 62 kg aux Championnats d'Afrique de taekwondo 2018 à Agadir.
Aux Jeux olympiques d'été de 2020 à Tokyo, elle est disqualifiée lors de la pesée avant son premier combat contre l'Ivoirienne Ruth Gbagbi en raison d'un surplus de 300 grammes.